# Амітивілль: Нове покоління
«Амітивілль: Нове покоління» — це американський надприродний фільм жахів 1993 року, знятий режисером Джоном Мурловскі. Це сьомий фільм за мотивами "Жахів Амітівіля".

## Сюжет
До того, як ДеФео переїхали на Оушен-авеню, 112 в Амітівіллі, будинок займали Броннери. У 1966 році старший син родини Броннер, Франклін, убив своїх батьків і двох братів і сестер під час обіду на День подяки. Броннер, який мав тривалу історію психічних захворювань, стверджував, що вчинив родинне вбивство за вказівкою потойбічних сил, які проживали в будинку, і був доставлений до лікарні Данамор. Через багато років його дружина та їхній маленький син Кіз Террі відвідали Броннера. Незважаючи на заспокійливе, Броннер убив свою дружину на очах Кіза. Кіз пригнічував пам’ять про відвідування Данамора і ніколи не отримував жодного повідомлення про те, що його батька звільнили звідти в 1986 році.
У 1993 році Кіз, тепер фотограф, живе в міському пансіонаті зі своєю дівчиною Ллані. Пансіон належить Діку Катлеру, серед інших його орендарів – художник на ім’я Сукі та скульптор на ім’я Паулі. Броннер вистежує Кіза і дає йому дзеркало, яке він взяв із будинку в Амітівілі. Дзеркало є демонічним, і воно вбиває Сьюкі та її колишнього хлопця Реймонда. Після того, як Броннера знайшли мертвим, Кіз починає вивчати його минуле, і після відвідування Данамора розуміє, що Броннер був його батьком.
Демон у дзеркалі приймає форму Сукі, щоб убити Діка, а потім починає мучити Кіза, перетворюючись на Броннера. Кіза затягує дзеркало, що приводить його до пекельної версії Данамора, де він стикається з версіями нежиті Реймонда, Сукі, Діка та Броннера. Потім демон повертає Кіза в реальний світ і дає зрозуміти, що він хоче, щоб Кіз відтворив різанину родини Броннер, застреливши Ллані, Паулі та дружину Діка на мистецькій виставці в пансіонаті до Дня подяки. Кіз протистоїть впливу демона і розбиває дзеркало, спонукаючи свого друга детектива Кларка сардонічно пожартувати: «Сім років невдачі».

## Актори
- Росс Партрідж у ролі Кейс Террі
- Джулія Ніксон-Соул у ролі Сукі
- Лала Слотман як Ллані (в титрах як Лала)
- Девід Нотон у ролі Діка Катлера
- Барбара Ховард у ролі Джанет Катлер
- Джек Оренд — Франклін Броннер (в титрах Джека Р. Оренда)
- Річард Раундтрі в ролі Паулі
- Террі О'Квінн в ролі детектива Кларка
- Роберт Раслер — Рей
- Лін Шей в ролі медсестри Тернер
- Карл Джонсон — власник кафе
- Ральф Ан — містер Кім
- Том Райт у ролі доглядача моргу
- Боб Дженнінгс в ролі копа-новачка
- Джон Стюер — Янг Кіз
- Роберт Гарві в ролі містера Броннера (в титрах Боб Гарві)
- Кен Болоньезе як критик
- Аббе Роулінз як академік
- Джозеф Шустер — молодий чоловік
- Дж. П. Стівенс у ролі підлітка
- Кім Андерсон у ролі критика
- Клаудія Голд у ролі критика

## Реліз
Він був випущений безпосередньо на відео в 1993 році компанією Republic Pictures Home Video у версіях з рейтингом R і без рейтингу. Lionsgate Home Entertainment (за ліцензією FremantleMedia North America) випустила цей фільм на DVD у липні 2005 року. У 2019 році Vinegar Syndrome (за ліцензією Multicom Entertainment Group) випустила фільм на Blu-Ray у США, який увійшов до бокс-сету «Amityville: The Cursed Collection». У 2022 році фільм вийшов на Blu-Ray у Великій Британії завдяки люб’язності Screenbound Pictures Ltd.